# Charulata – die einsame Frau
Charulata – die einsame Frau (Bengalisch: চারুলতা, Cārulatā) ist ein indischer Spielfilm von Satyajit Ray aus dem Jahr 1964. Er entstand nach der Erzählung Nastanir von Rabindranath Thakur.

## Handlung
Charulata lebt im 19. Jahrhundert mit ihrem Mann Bhupati, einem wohlhabenden politischen Verleger, in einer großen Villa in Kolkata. Seine Arbeit nimmt seine ganze Zeit in Anspruch und Charulata kämpft gegen die Langeweile mit Handarbeit, Lesen und Passantenbeobachten.
Um seiner Frau Zerstreuung und sich Entlastung zu verschaffen, lädt er Charulatas Bruder und dessen Frau ein. Der Bruder wird als Manager und Prokurist des Verlags angestellt. Während eines plötzlichen Sturmes taucht auch noch unerwartet der Bruder Bhupatis, der unbedarfte und leichtlebige Literaturstudent Amal, auf.
Bhupati beauftragt Amal, sich um Charulata zu kümmern und ihre verborgenen literarischen Talente zu fördern. Sie solle aber nichts von der geplanten Gezieltheit der Betreuung merken. Amal nimmt sich der Aufgabe an und verbringt den Großteil der Freizeit mit Charulata und philosophisch-literarischen Gesprächen. Praktisch geht er mit eigenen Versen als Beispiel voran, doch als er versucht, sie zum Schreiben anzuregen, ist sie zögerlich. Im Garten des Hauses entdeckt Charulata ihre plötzliche emotionale Freiheit und ihre Zuneigung zu Amal. Ehrgeizig strebt Amal eine Veröffentlichung seiner Aufzeichnungen an.
Bhupati gibt ein Heiratsangebot (mit der Tochter eines Rechtsanwalts) an Amal weiter, auf das dieser unwillig reagiert. Charulata ist jedoch hellauf begeistert, wohl in der Hoffnung, Amal würde dann im Haus des älteren Bruders Bhupati – und damit auch mit ihr – als Großfamilie zusammenleben. Bhupati versucht das Heiratsangebot Amal schmackhaft zu machen, indem er ihm einen vom künftigen Schwiegervater bezahlten Auslandsaufenthalt verspricht. Sie fabulieren, was man da in Europa so alles sehen könnte, doch Amal gibt Bengalen den Vorzug.
Von der erfolgreichen Veröffentlichung von Amals Aufzeichnungen angespornt, greift Charulata selbst insgeheim zur Feder und lässt ihre Lebenserinnerungen in Form einer Kurzgeschichte publizieren.
Bhupati feiert mit Gleichgesinnten den Sieg der Liberalen bei einer britischen Parlamentswahl. Er ist davon überzeugt, dass diese ohne die Vorträge ihres Landmannes Raja Ram Mohan Roy keine Chance gehabt hätten, weshalb eigentlich Roy gefeiert werden müsste. Zur gleichen Zeit sinniert Amal mit Charulata darüber, wie viele Bengalen wohl ins Ausland gehen, und dass Bristol (Anm.: wo Ram Mohan Roy starb) ja so weit weg sei. Charulatas Bruder reist unterdessen unter einem Vorwand mit seiner Frau ab. Bhupati wird für die literarische Veröffentlichung seiner Frau (von der er nichts wusste) von seinen politischen Freunden bejubelt. Am nächsten Tag entdeckt Bhupati, dass sein Schwager als Prokurist massiv Geld unterschlagen und seinen Verlag ruiniert hat.
Heimlich verlässt Amal des Nachts das Haus, da er bemerkt hat, dass sich Charulata durch seine intensive Betreuung in ihn verliebt hat, und er seinen Bruder nicht verletzen möchte. Charulata ist über die Neuigkeit entsetzt. Als ein Brief von Amal später seinen Aufenthalt preisgibt und Bhupati Charulata fürchterlich weinen sieht, bemerkt er ihre wahren Gefühle für Amal und er verlässt das Haus.
Nach Tagen kehrt Bhupati zurück und reicht zögerlich Charulata die Hand.

## Hintergrund
Charulata wurde am 17. April 1964 veröffentlicht.

## Kritiken
„Die politischen Aspekte der Geschichte treten hinter den psychologischen zurück. Geprägt vom Bekenntnis zu Wahrheit, Redlichkeit und gegenseitigem Vertrauen, vermittelt der Film eine ernstzunehmende Aussage über die Beschaffenheit menschlicher Beziehungen.“

„Eine monumentale Dreiecksgeschichte, die ehrbar endet, ein kunsthandwerkliches Museumsstück schon heute. Die einsame Frau ist eine vornehme, von ihrem Mann, der nur die Herausgabe seiner Zeitung und die Politik im Kopf hat, vernachlässigte Inderin: Sie verbringt ihre Tage in Demut und Langeweile. Bis der Bruder ihres Mannes auftaucht, ein Dichter. Seine Lebenslust steckt sie an, sie sehnt sich nach etwas anderem. Doch bevor es soweit kommt, besinnt sich der Ehemann und reist der Dichter wieder ab. Ray hat das mit unerschöpflicher Geduld inszeniert, keine Nuance des sich nur mühsam anbahnenden und dann doch nicht stattfindenden Ehedramas läßt er sich entgehen. Da der Film um die Jahrhundertwende spielt, erfährt man immerhin etwas von der damaligen bengalischen Mode und Innenarchitektur.“

„Berufs- und Eheprobleme eines indischen Zeitungsverlegers in einer breiten, menschlichen Darstellung, die ihren Zauber aus der großen Ruhe gewinnt, die dieser Film ausstrahlt. Für Zuschauer ab 16 ein menschlicher Gewinn.“

## Auszeichnungen
- National Film Award als Bester Film, 1964
- Silberner Bär für Beste Regie bei den Internationalen Filmfestspielen Berlin 1965
- Catholic Award, Berlin, 1965
- Best Film, Acapulco, 1965